# 顕宗 (高麗王)
顕宗（けんそう、992年8月1日 - 1031年6月17日）は第8代高麗王（在位：1009年 - 1031年）。姓は王、諱は詢、別名は安世、諡号は大孝徳威達思元文大王。

## 即位以前
顕宗は992年に生まれた。太祖の孫で、父は王郁（追尊して安宗）、母は王旭（追尊して戴宗）の娘の献貞王后（孝粛王太后）皇甫氏。顕宗は父母の不倫で生まれ、子供の時から不遇に育った。顕宗の母は彼を生んだ後に病死し、父は流刑となったため、当時の国王成宗（母の兄で、顕宗の従兄にあたる）が彼を王宮で養育した。その後、成宗は子供を父に返した方が良いと考えて王郁に返したが、王郁も顕宗が4歳の時に死んだ。
997年、成宗を継いで王になった穆宗は男子がなく、顕宗を次の王にしようと考え、そこで顕宗は1003年、大良院君に冊封された。しかし穆宗の母の献哀王太后（千秋太后）は、金致陽との間に生まれた子（穆宗の同母異父弟）を次の王に擁立しようとして、1006年に顕宗を強制的に寺刹へ追い出した。献哀王太后はその後も顕宗の暗殺を何度も試みたが失敗した。1009年2月、康兆が政変を起こし、穆宗に退位を強要して、金致陽の一派を全員斬首した。代わって顕宗が大臣たちの推戴を受けて王になった。この時18歳であった。

## 契丹の侵入から国を守る
顕宗の時代には契丹（遼）の侵入が2度あった。1度目は即位の際の政変を理由にした侵入で、開京が陥落した。しかし契丹が侵入した真の理由は、高麗と宋（北宋）の関係を断ち切り、高麗に返還した江東6州を取り戻すためだった。契丹は高麗に入朝を要求し、高麗側はこれを受け入れた。しかし契丹軍が退却した際にはこれを攻撃し、その後一度も入朝をしなかった。
契丹は1018年に10万の軍勢で再び高麗に侵攻した。この時の理由は、高麗が江東6州を返還せず、宋と結んで契丹に入朝しないことであった。高麗側は契丹の侵略を予想し、20万の兵力を動員して、姜邯賛を中心に契丹軍と戦った。1019年2月、興化鎮で契丹軍を退けたが、契丹軍の一部が開京に向けて進撃すると、契丹軍の後方を囲んでいた蕭排押は退却を決めた。契丹軍が亀州に着いた時、高麗軍は総攻撃を敢行し、姜邯賛は契丹軍を殲滅した。この戦争は『亀州大捷』と呼ばれる。
その後、高麗と契丹の国交は回復し、貿易も盛んになった。しかし高麗は1125年に契丹が滅亡するまで入朝をすることはなく、江東6州の返還にも応じなかった。

## 家族
王妃
- 元貞王后金氏(成宗と文和王后金氏の娘)
- 元和王后崔氏(成宗と楽浪郡大夫人崔氏の娘)
  - 孝静公主
  - 天寿殿主
- 元成王后金氏(金殷傅の娘)
  - 徳宗
  - 靖宗
  - 仁平王后(文宗の第1妃)
  - 景粛公主
- 元恵王后金氏(金殷傅の娘)
  - 文宗
  - 孝思王后(徳宗の第3妃)
  - 平壌公 王基(順宗の妃の貞懿王后の父)
- 元容王后柳氏(王旭の子の敬章太子の娘)
- 元穆王后徐氏(徐訥の娘)
- 元平王后金氏(金殷傅の娘)
- 元順淑妃金氏(金因渭の娘)
  - 敬成王后(徳宗の第1妃)
- 元質貴妃王氏(王可道の娘)
- 貴妃庾氏
- 宮人韓氏(韓藺卿の娘)
  - 検校太師 王忠
- 宮人李氏(李彦述の娘)
- 宮人朴氏(朴温其の娘)

## 関連作品
- 千秋太后（2009年、韓国KBS2）